# Oliver Twist (2007)
Oliver Twist es una adaptación televisiva británica de 2007 de la novela Oliver Twist de Charles Dickens de 1838, escrita por Sarah Phelps y dirigida por Coky Giedroyc . 
Consta de cinco episodios, transmitidos por BBC One del 18 al 22 de diciembre de 2007. Se emitió en Masterpiece Classic de PBS en los Estados Unidos los días 15 y 22 de febrero de 2009, en dos entregas de noventa minutos. En Australia, ABC1 también optó por emitir esta serie como un especial de dos partes cada domingo a las 8:30. p. m. del 20 de diciembre de 2009.

## Producción
La filmación tuvo lugar en mayo de 2007, con la escena en el asilo donde Oliver pregunta "Por favor, señor, quiero más" siendo filmada en The Historic Dockyard en Chatham .

## Reparto
- William Miller como Oliver Twist, huérfano con un profundo deseo de descubrir quién era su madre.
- Timothy Spall como Fagin, un judío que cuida y es mentor de una banda de ladrones de niños.
- Edward Fox como el Sr.Brownlow, un anciano taciturno pero bondadoso que acoge a Oliver
- Adam Arnold como The Artful Dodger, el carterista más hábil de Fagin
- Julian Rhind-Tutt como Monks, también conocido como Edward Brownlow, nieto del Sr. Brownlow
- Tom Hardy como Bill Sikes, un brutal criminal de carrera.
- Sophie Okonedo como Nancy, amante de Bill y compañera criminal
- Morven Christie como Rose Maylie
- Gregor Fisher como el señor Bumble, la parroquia Beadle en Mudfog Casa de trabajo
- Sarah Lancashire como la Sra. Corney, la matrona de Mudfog Workhous.

## Episodios
| No | Título       | Duración   | Guionista    | Director      | Fecha estreno           |
| -- | ------------ | ---------- | ------------ | ------------- | ----------------------- |
| 1  | "Episodio 1" | 60 minutos | Sarah Phelps | Coky Giedroyc | 18 de diciembre de 2007 |
| 2  | "Episodio 2" | 30 minutos | Sarah Phelps | Coky Giedroyc | 19 de diciembre de 2007 |
| 3  | "Episodio 3" | 30 minutos | Sarah Phelps | Coky Giedroyc | 20 de diciembre de 2007 |
| 4  | "Episodio 4" | 30 minutos | Sarah Phelps | Coky Giedroyc | 21 de diciembre de 2007 |
| 5  | "Episodio 5" | 30 minutos | Sarah Phelps | Coky Giedroyc | 22 de diciembre de 2007 |

## Calificaciones
| Episodio | Espectadores (millones) |
| -------- | ----------------------- |
| 1        | 7.82                    |
| 2        | 5,67                    |
| 3        | 6,10                    |
| 4        | 6.34                    |
| 5        | 8.17                    |